# Иоганн Твёрдый
Иоганн Твёрдый (Постоянный) (нем. Johann d. Beständige; 13 июня 1468, Майсен, курфюршество Саксония — 16 августа 1532, Швайниц, Саксония-Анхальт) — саксонский курфюрст с 5 мая 1525 года.

## Биография
Сын саксонского курфюрста Эрнста. Юность провёл при дворе императора Фридриха III.
Участвовал в походах Максимилиана I против венецианцев и венгров.
После смерти отца управлял Саксонией вместе с братом Фридрихом Мудрым, а после смерти последнего (1525) стал единовластным правителем Саксонии. Ему пришлось подавлять восстание Томаса Мюнцера в Тюрингии; но когда, после победы при Франкенхаузене, наступила реакция и грозила опасностью делу Реформации, Иоганн оказал ей своё покровительство. Он был одним из первых последователей Лютера и в августе 1525 года приказал духовенству своей страны проповедовать лишь чистое евангельское учение.
Твёрдость, с которой курфюрст Иоганн вынес угрозы лишить его курфюршества за отступление от католичества, доставила ему название Твёрдого. Для защиты евангелического учения он вступил в союз с ландграфом Филиппом Гессенским и занялся устроением церковного благочиния в своих владениях, приняв, по совету Лютера, высшую власть над саксонской церковью.
Когда разнёсся слух, что император хочет лишить Иоганна курфюршества и передать его герцогу саксонскому Георгу, Филипп Гессенский напрасно старался склонить Иоганна заключить союз со всеми последователями нового учения, для открытого противодействия императору: Иоганн не хотел прибегать к силе и не согласен был на союз с последователями Цвингли.
Лишь после долгих колебаний и ввиду явно враждебных намерений императора Иоганн решился стать, вместе с Филиппом Гессенским, во главе союза последователей евангелического учения. Это заставило императора, нуждавшегося в помощи против турок, заключить с протестантами Нюрнбергский мир (1532).

## Семья
В 1500 году Иоганн женился на Софии Мекленбург-Шверинской (1481—1503), у них родился один сын:
- Иоганн Фридрих (1503—1554), будущий курфюрст Саксонии Иоганн Фридрих Великодушный

В 1513 году Иоганн женился на Маргарите Ангальт-Кётенской (1494—1521(?)), дети:
- Мария (1515—1583), с 1536 замужем за герцогом Филиппом I Померанским (1515—1560),
- Маргарита (1518—1535)
- Иоганн (1519)
- Иоганн Эрнст (1521—1553), герцог Саксен-Кобургский.